# Ingeborg Gleichauf
Ingeborg Gleichauf (geboren als Ingeborg Vollmer, 20. Juli 1953 in Freiburg im Breisgau) ist eine deutsche Schriftstellerin.

## Leben
Ingeborg Vollmer wuchs in Neustadt im Schwarzwald auf und zog nach dem Abitur 1972 nach Freiburg. Dort studierte sie Germanistik und Philosophie für das Lehramt. Sie wurde 1994 an der Universität Freiburg über Ingeborg Bachmann promoviert.
Ihr Buch über Simone de Beauvoir bekam den Wiener Preis der Jungen Kritiker. Sie veröffentlichte Biografien über Hannah Arendt und Gudrun Ensslin und schreibt bei literaturkritik.de.
Gleichauf ist verheiratet, hat drei Kinder und lebt in Freiburg.

## Schriften (Auswahl)
- Mord ist keine Kunst : der Roman „Malina“ von I. Bachmann und seine Verwandlung in ein Drehbuch und in einen Film. Kovač, Hamburg 1995, ISBN 3-86064-263-4. Dissertation, Freiburg (Breisgau), Univ., 1994.
- Hannah Arendt. Deutscher Taschenbuch-Verlag, München 2000, ISBN 3-423-31029-4.
- Denken aus Leidenschaft: sieben Philosophinnen und ihre Lebensgeschichte. 2001.
- Ich habe meinen Traum: sieben Dichterinnen und ihre Lebensgeschichte. Beltz und Gelberg, Weinheim 2003, ISBN 3-407-80885-2.
- Was für ein Schauspiel!: deutschsprachige Dramatikerinnen des 20. Jahrhunderts und der Gegenwart. Grambin/Aviva, Berlin 2003, ISBN 3-932338-17-0.
- Ich will verstehen : Geschichte der Philosophinnen. Deutscher Taschenbuch-Verlag, München 2005, ISBN 3-423-62214-8.
- Frauen können alles, aber was wollen sie? die Frauenbewegung zwischen Abgesang und Erfolg. Evang. Akad., Karlsruhe 2006, ISBN 3-89674-124-1.
- Sein wie keine andere. Simone de Beauvoir – Schriftstellerin und Philosophin. Deutscher Taschenbuch-Verlag, München 2007, ISBN 978-3-423-62324-7.
- Worte, mir nach! acht Dichterinnen und ihr Leben. Deutscher Taschenbuch-Verlag, München 2008, ISBN 978-3-423-62346-9.
- Denken aus Leidenschaft: acht Philosophinnen und ihr Leben. Deutscher Taschenbuch-Verlag, München 2008, ISBN 978-3-423-62381-0.
- Heimatkunde Schwarzwald. Hoffmann und Campe, Hamburg 2009, ISBN 978-3-455-38051-4.
- Jetzt nicht die Wut verlieren: Max Frisch, eine Biographie. Nagel & Kimche, München 2010, ISBN 978-3-312-00989-3.
- Homezone: Ausflüge in die fremde Nähe. Geschichten, Klöpfer & Meyer, Tübingen 2012, ISBN 978-3-86351-039-8.
- Ingeborg Bachmann und Max Frisch. Eine Liebe zwischen Intimität und Öffentlichkeit. Piper, München / Zürich 2013, ISBN 978-3-492-30629-4.
- Poesie und Gewalt: Das Leben der Gudrun Ensslin. Klett-Cotta, Stuttgart 2017, ISBN 978-3-608-94918-6.
- Martha Nussbaum. Philosophin des guten Lebens. Mitteldeutscher Verlag, Halle 2022, ISBN 978-3-96311-582-0.
- Alles ist seltsam in der Welt. Gertrud Kolmar. Ein Porträt. Aviva Verlag, Berlin 2023, ISBN 978-3-949302-14-5.
- Als habe ich zwei Leben – Brigitte Reimann. Mitteldeutscher Verlag, Halle (Saale) 2024, ISBN 978-3-96311-711-4.